# Pieve di Cadore
Pieve di Cadore là một đô thị ở tỉnh Belluno trong vùng Veneto, có vị trí cách khoảng 110 km về phía bắc của Venice và khoảng 35 km về phía đông bắc của Belluno. Tại thời điểm ngày 31 tháng 12 năm 2004, đô thị này có dân số 4.038 và diện tích 66,6 km².
Đô thị Pieve di Cadore có các frazioni (các đơn vị trực thuộc, chủ yếu là thôn làng) Nebbiù, Pozzale, Sottocastello, and Tai di cadore.
Pieve di Cadore giáp các đô thị: Calalzo di Cadore, Cimolais, Domegge di Cadore, Perarolo di Cadore, Valle di Cadore, Vodo di Cadore.
Họa sĩ Titian (It. Tiziano Vecelli) sinh ở đây vào năm 1485.

## Tham khảo

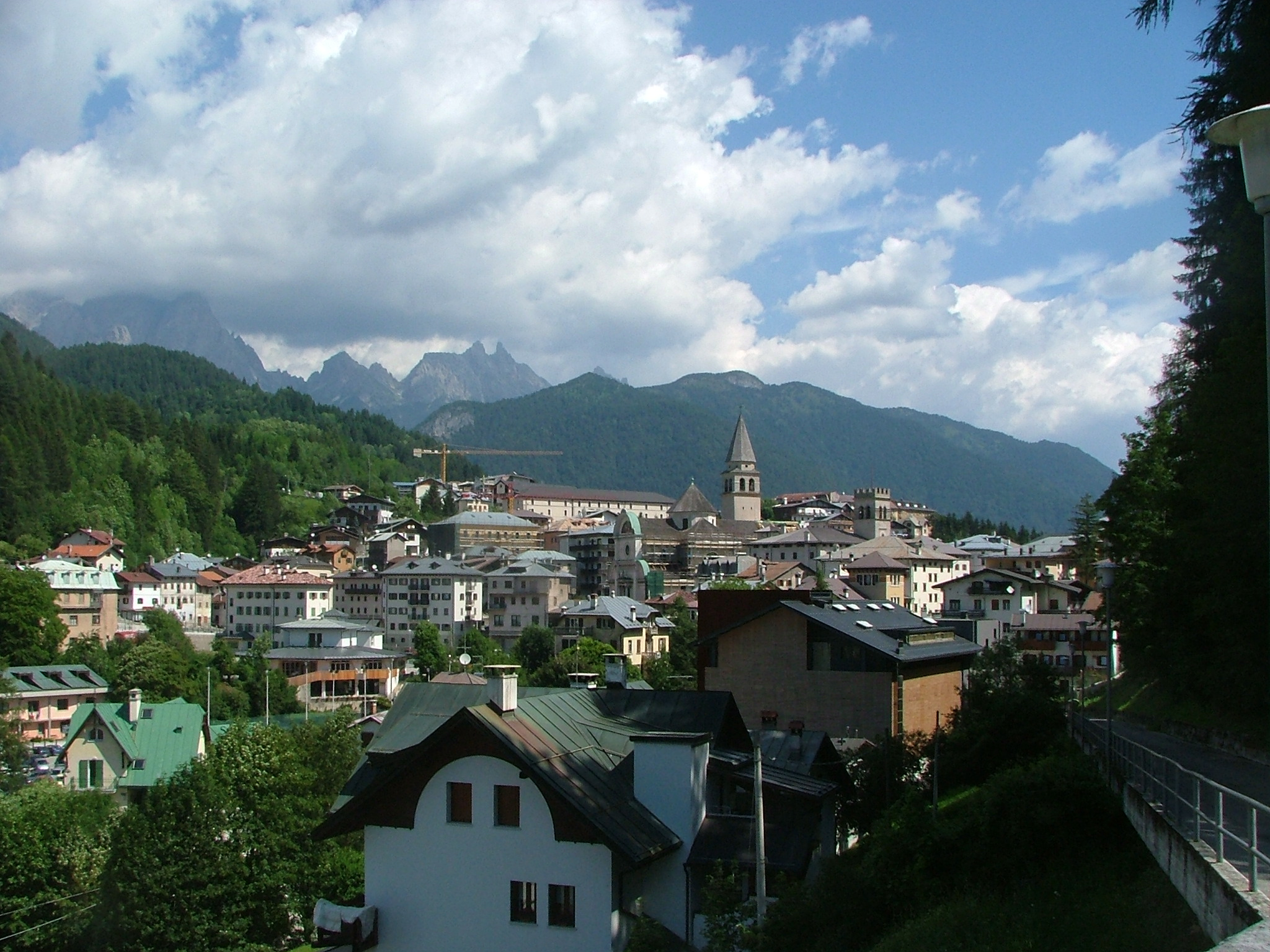
Vista del centro
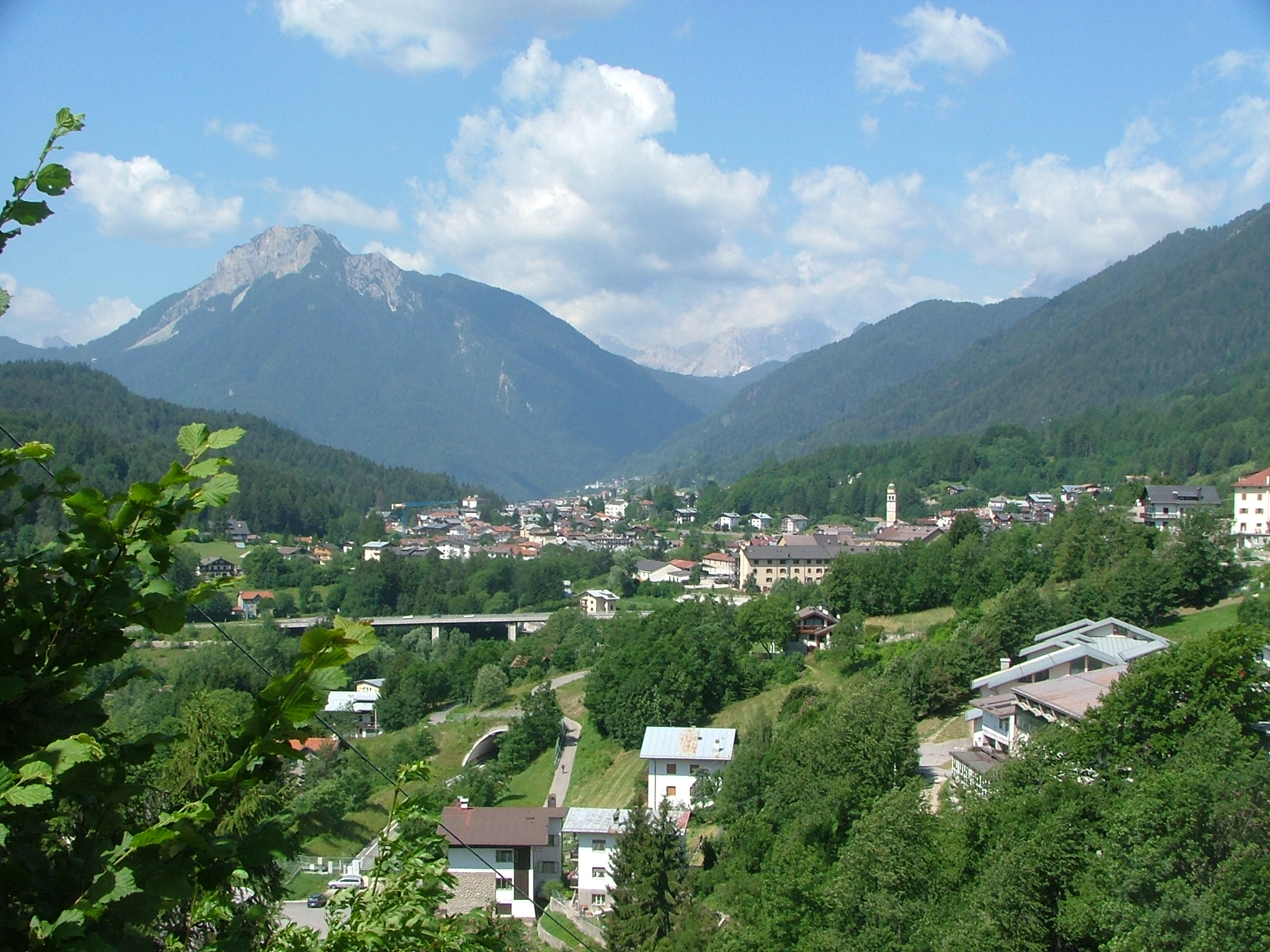
Vista di Tai
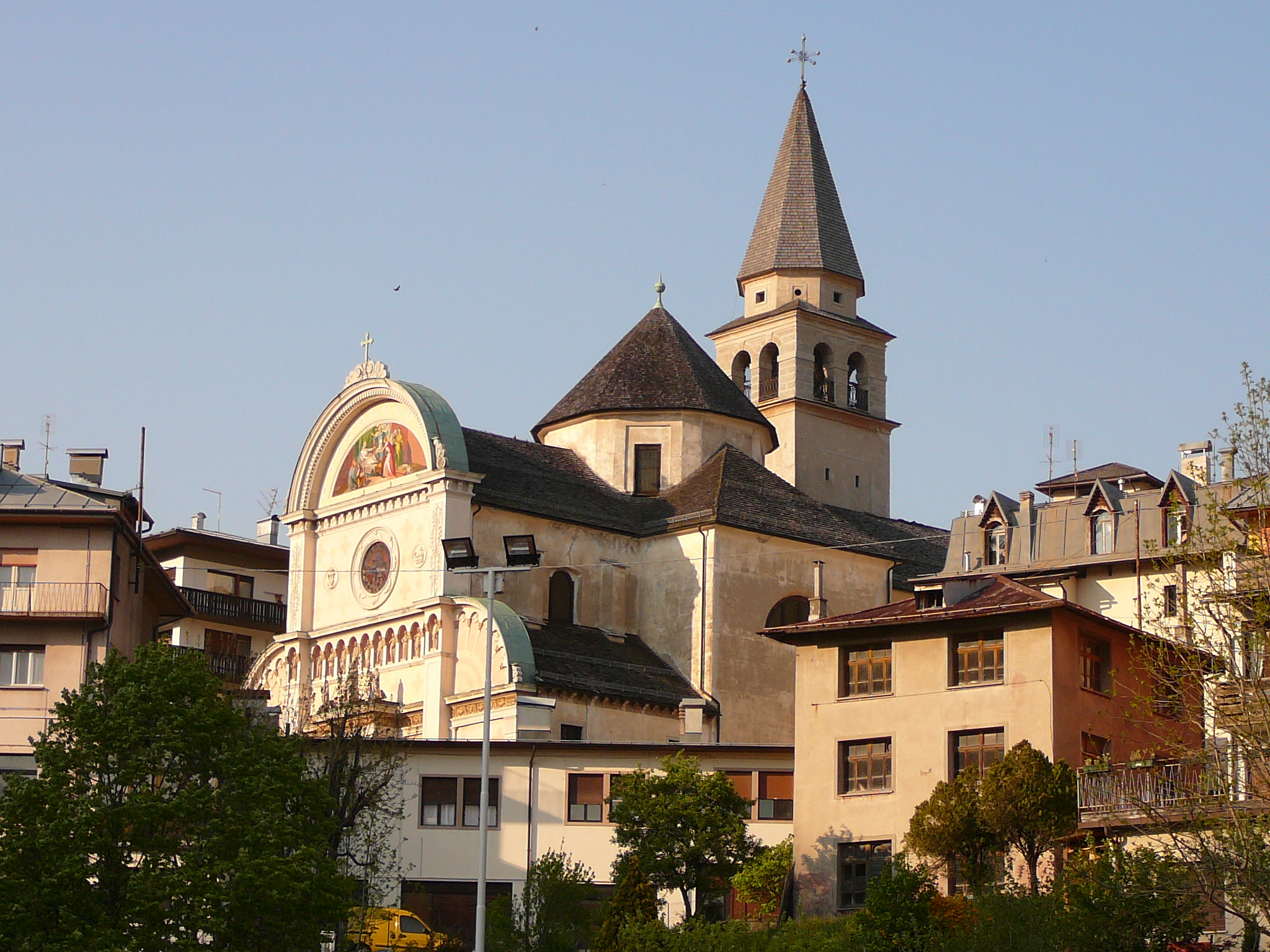
La chiesa del paese
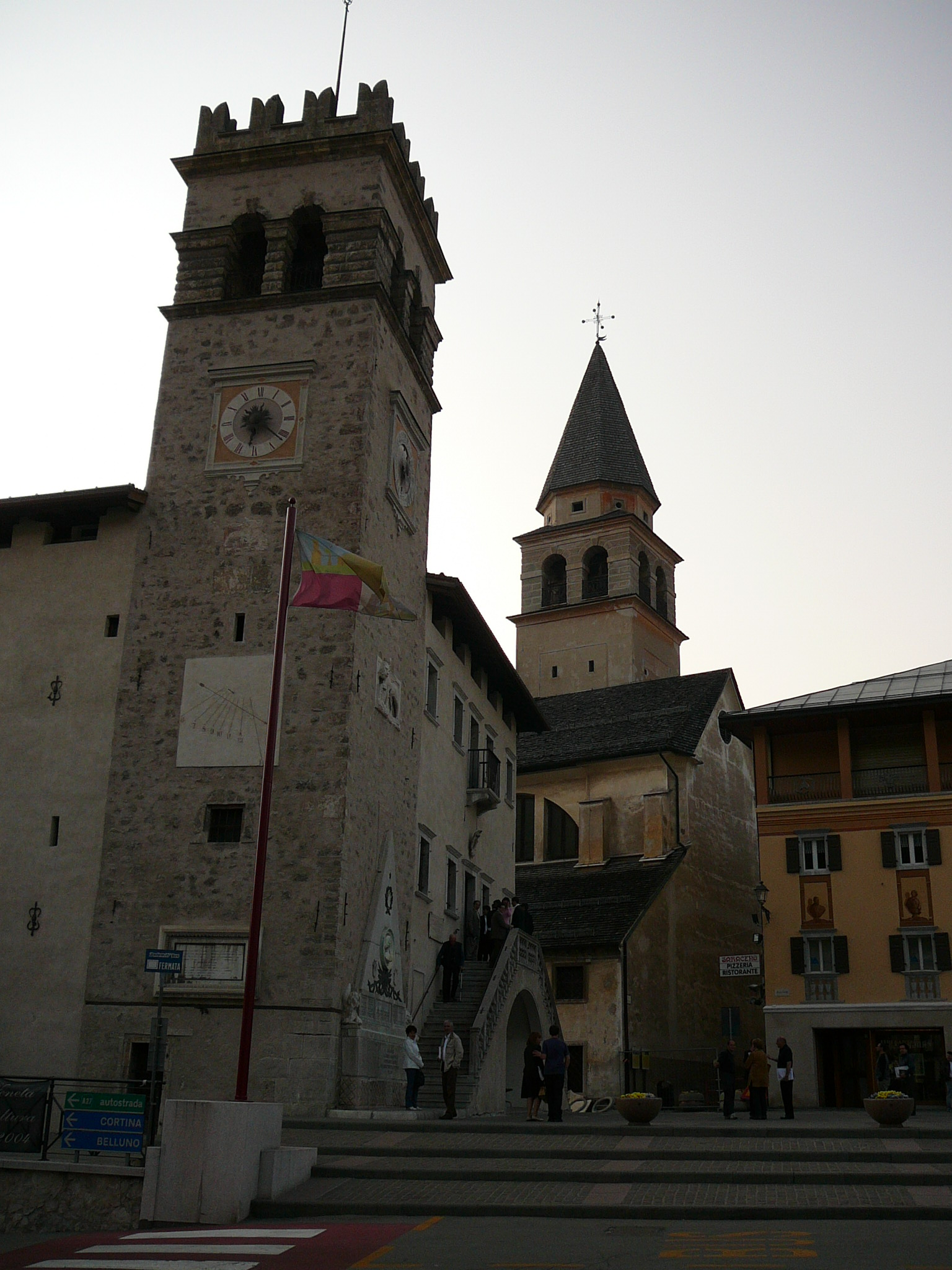
Sede della Magnifica Comunità di Centro Cadore
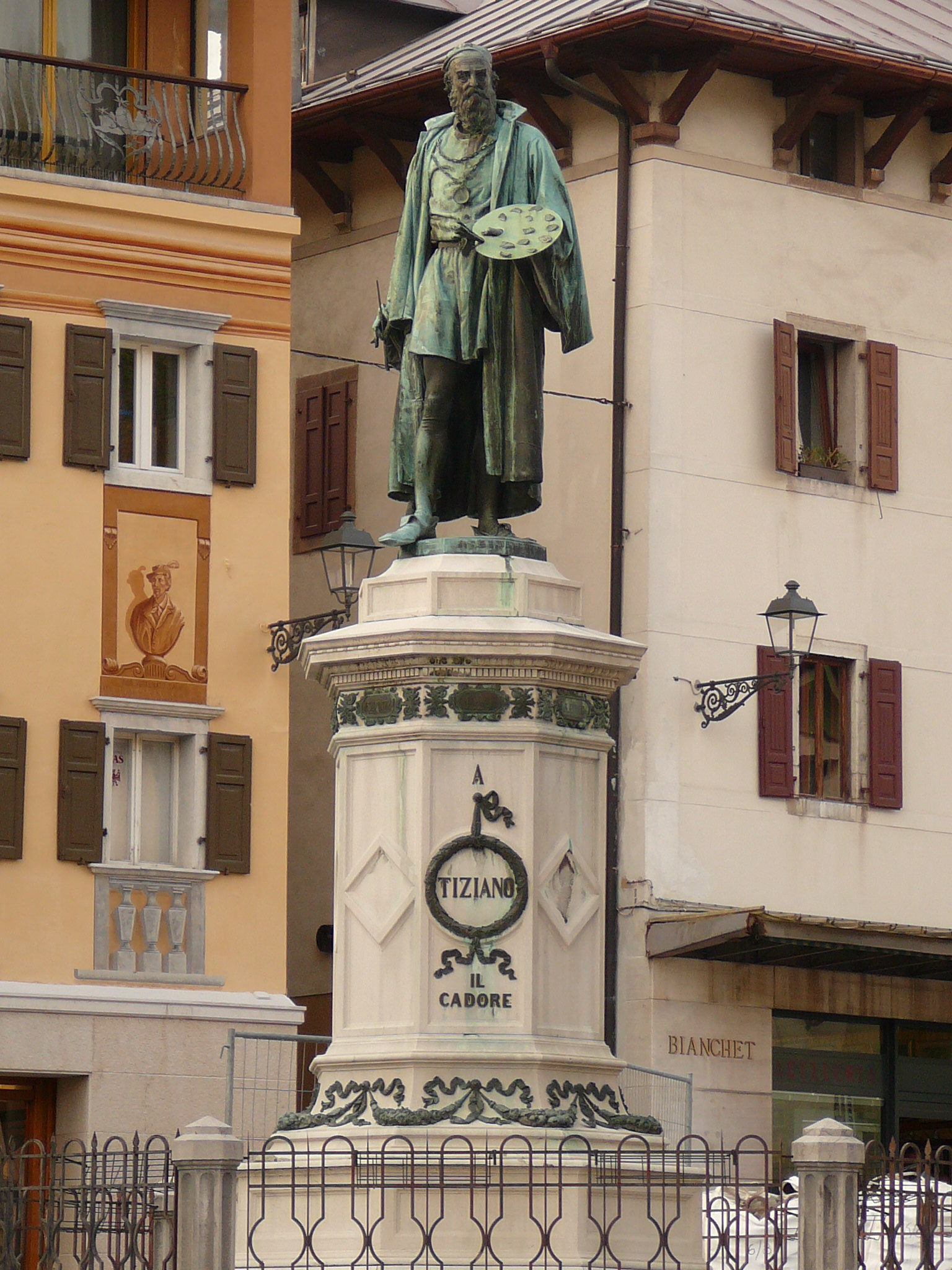
La statua di Tiziano Vecellio nella piazza del paese
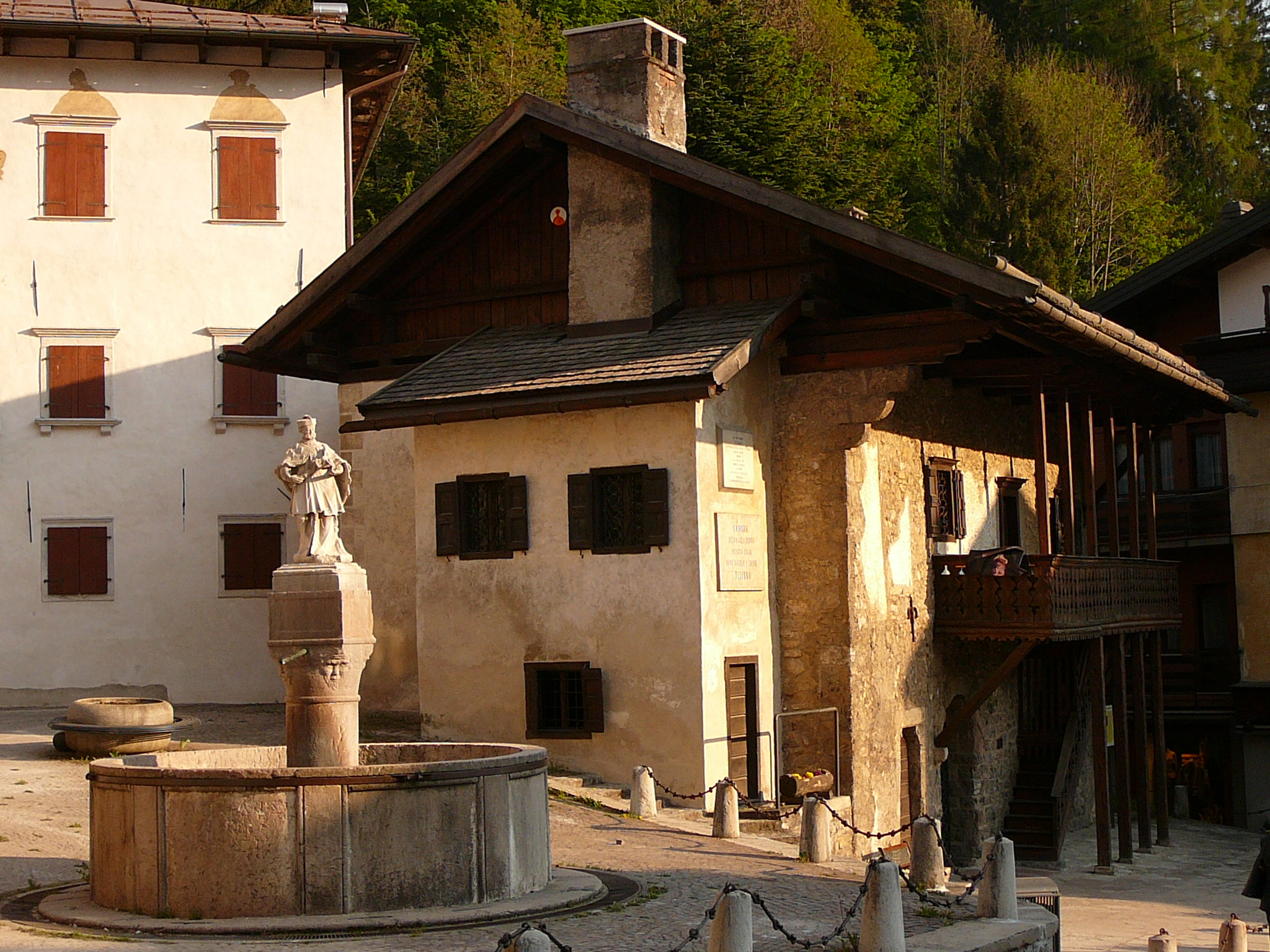
La casa dove è nato Tiziano Vecellio
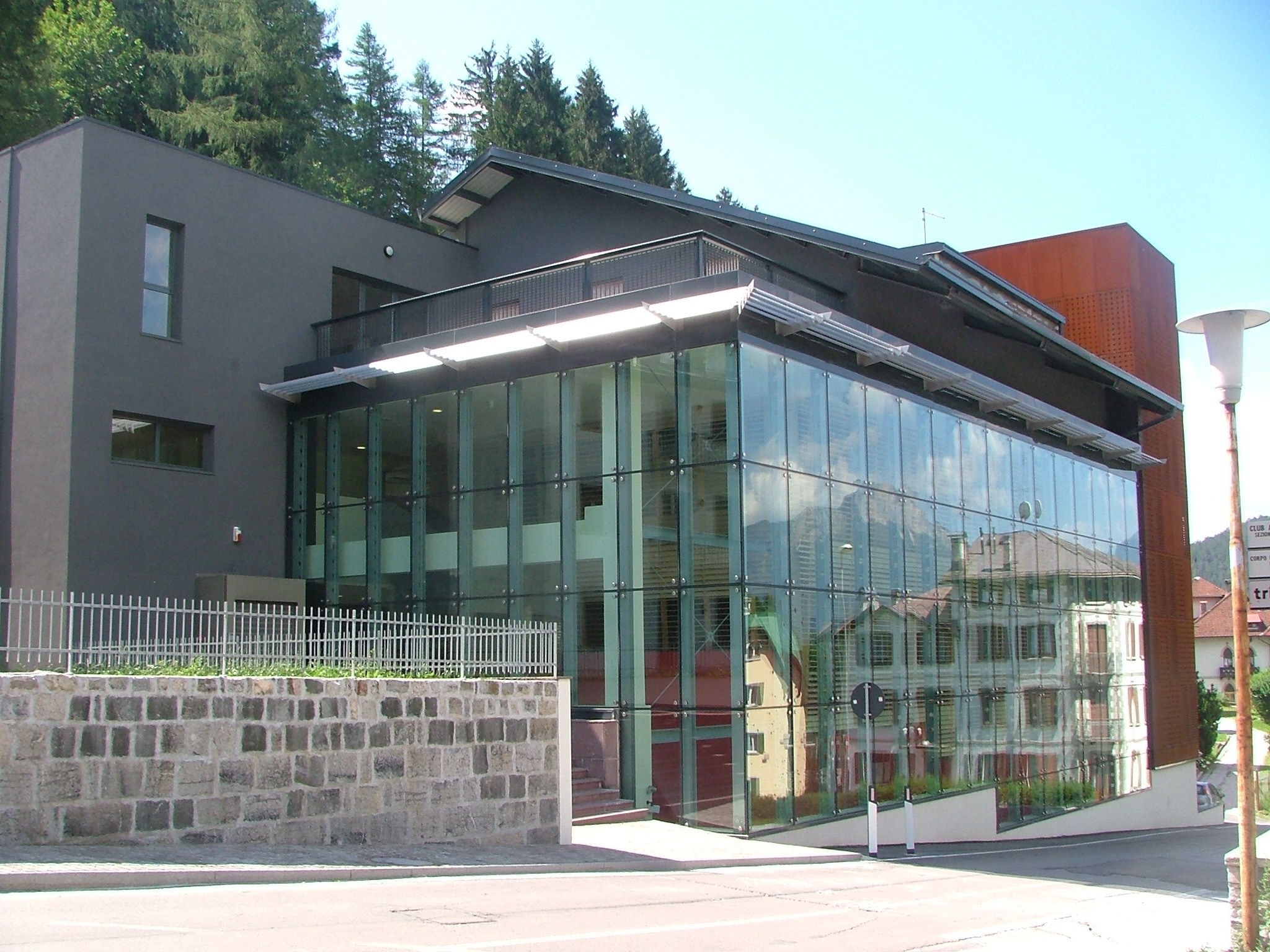
Centro Cosmo
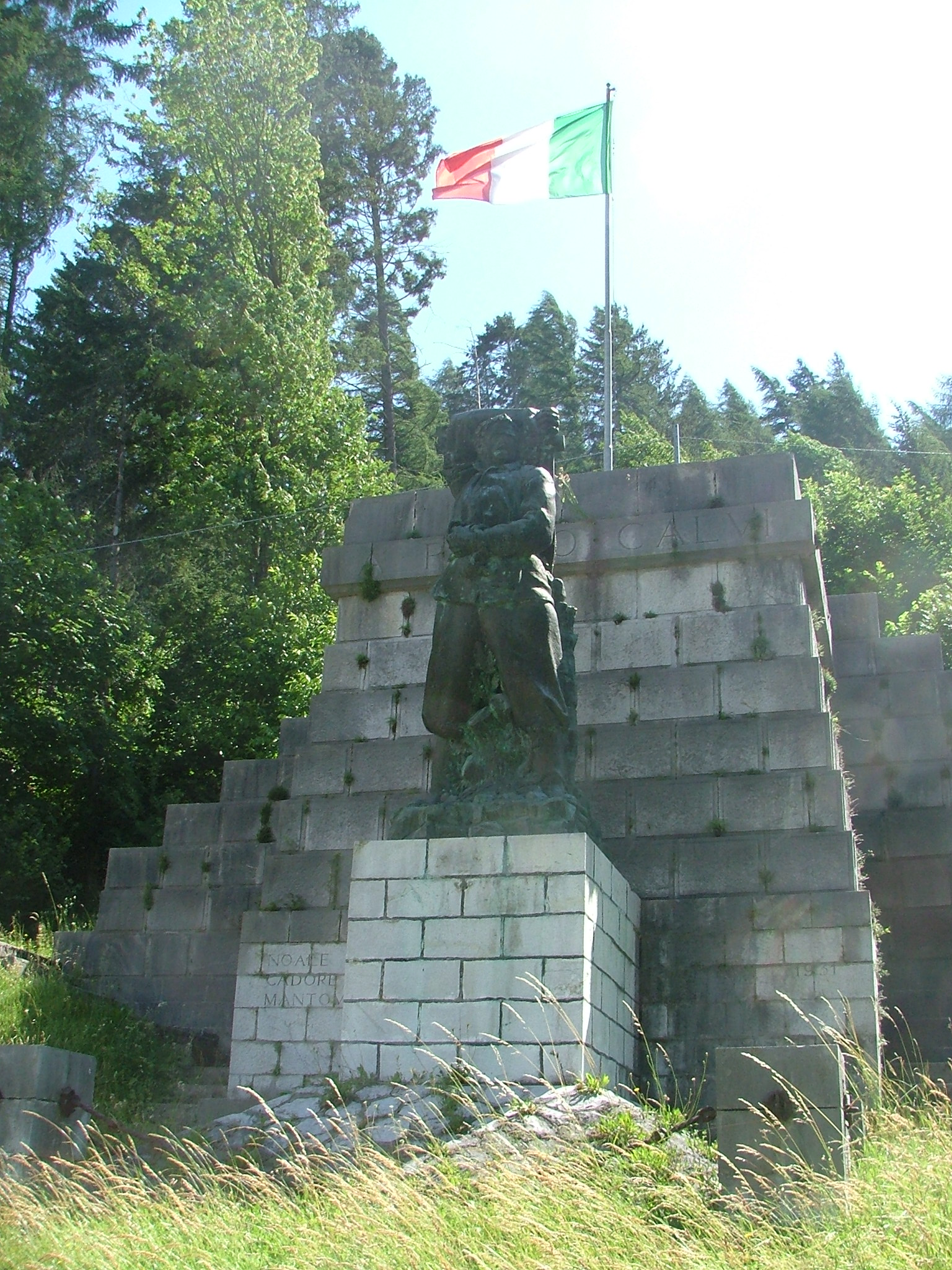
Monumento al patriota Pietro Fortunato Calvi
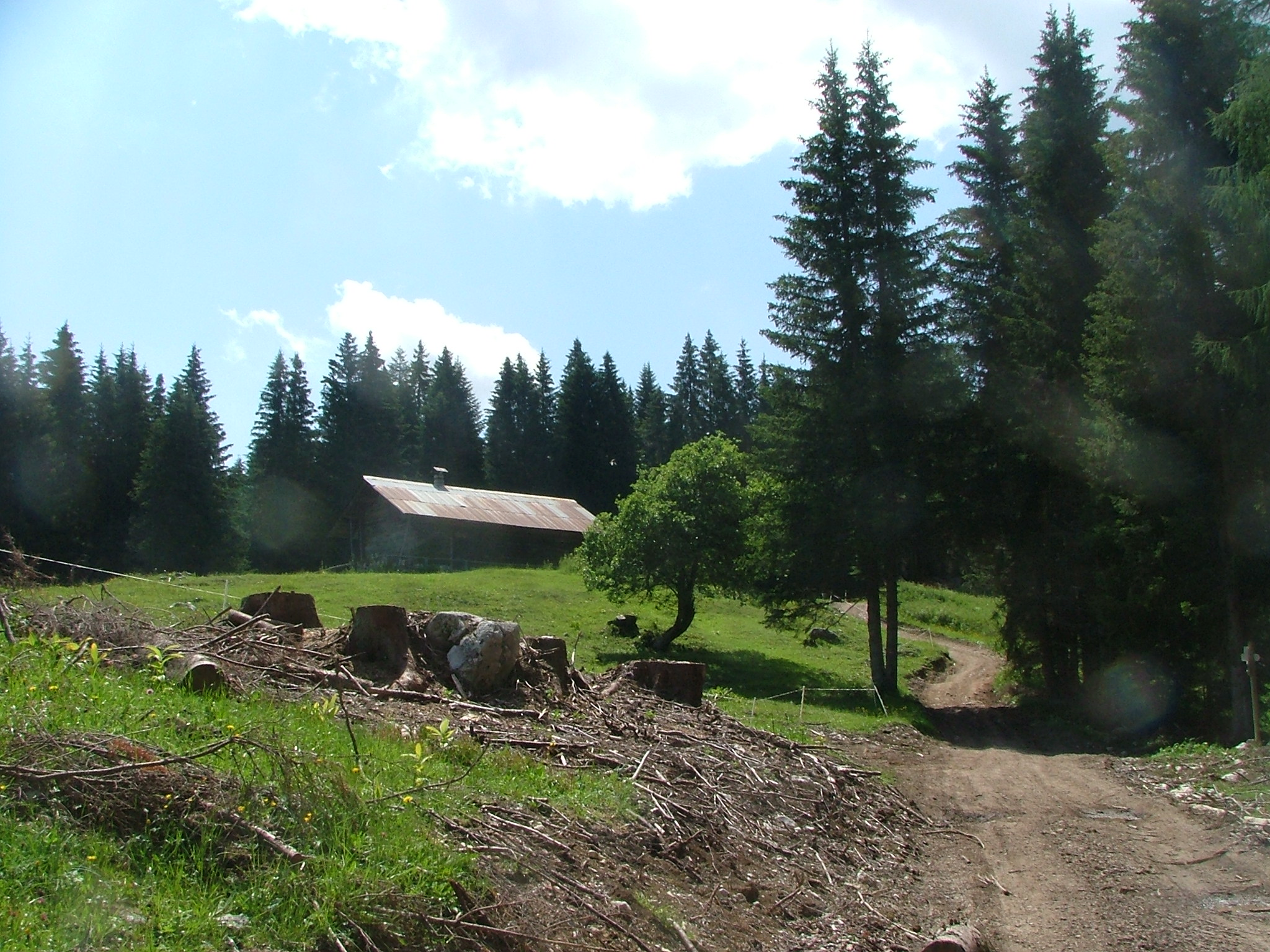
Loc. Tamarì
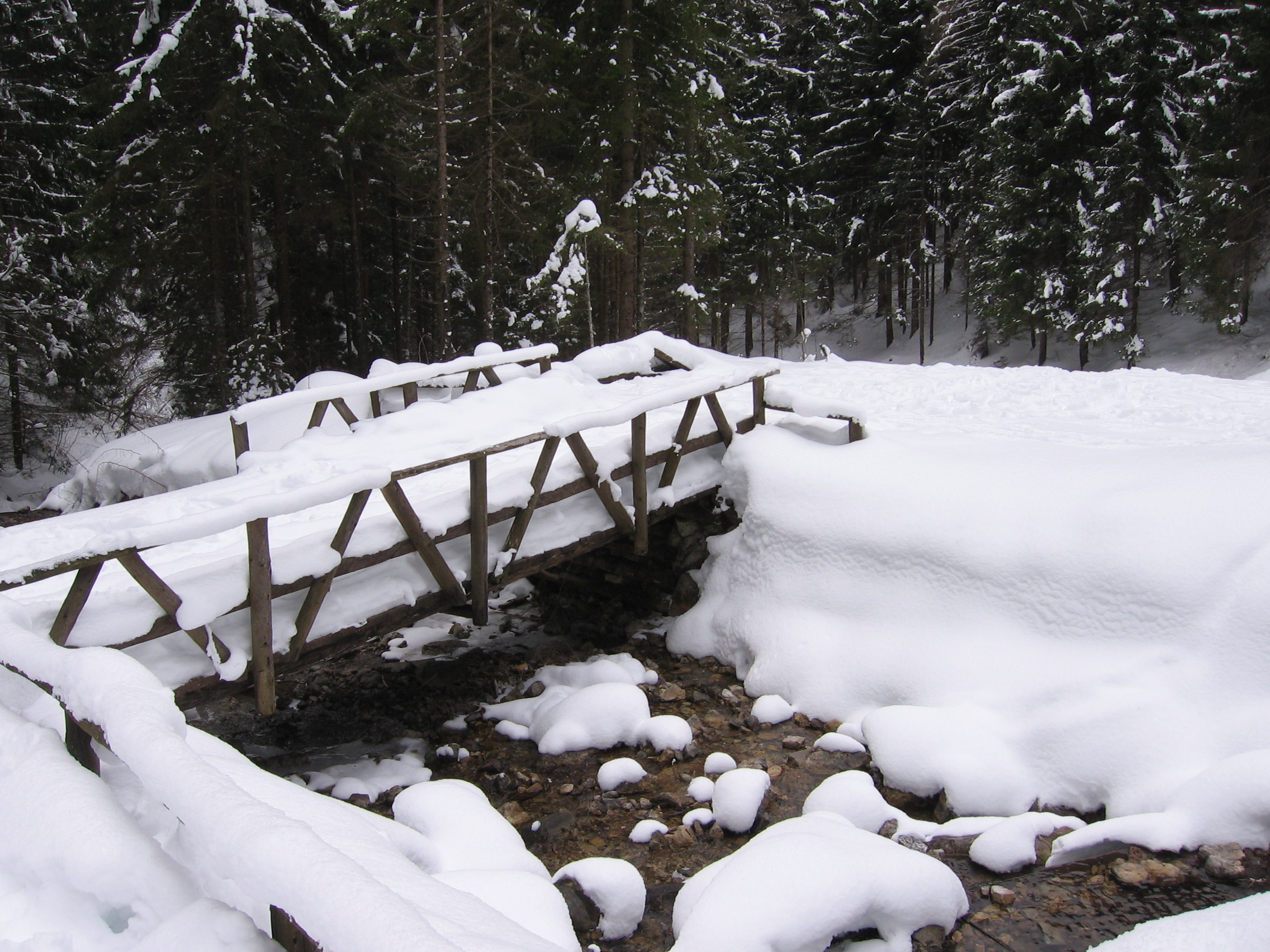
La cascata del pissandro
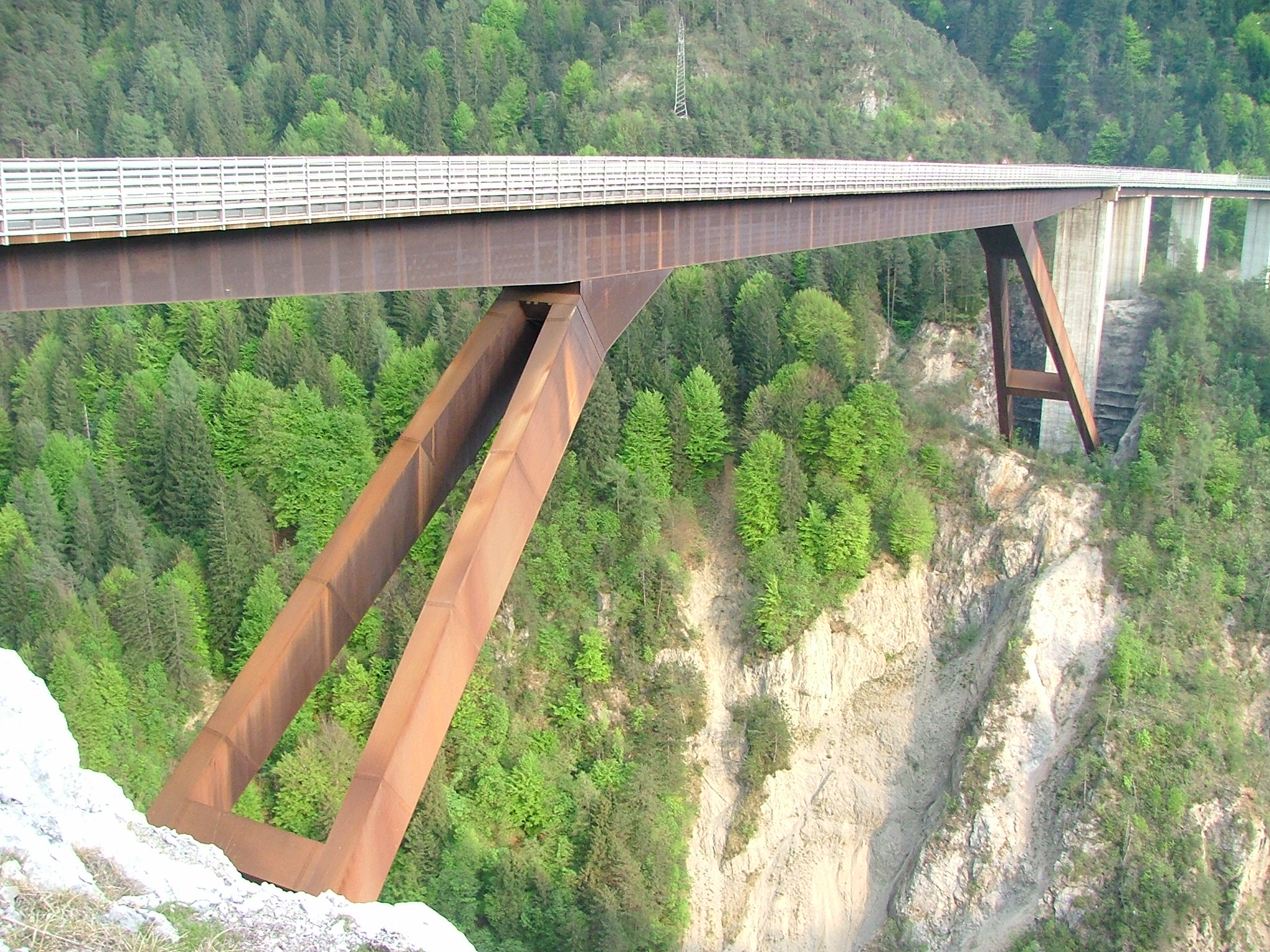
Ponte Cadore